# Mistrzostwa Europy Juniorów w Biathlonie 2023
Mistrzostwa Europy Juniorów w biathlonie w 2023 odbyły się w dniach 15–19 lutego w łotewskiej Madonie. Rozegrano 8 biegów: biegi indywidualne, sprinterskie i pościgowe (dla kobiet i mężczyzn) oraz sztafety mieszane (pojedynczą i zwykłą).

## Terminarz startów
| Data      | Czas  | Konkurencja                  | Dystans       |
| --------- | ----- | ---------------------------- | ------------- |
| 15 lutego | 10:00 | Bieg indywidualny juniorów   | 15 km         |
| 15 lutego | 13:30 | Bieg indywidualny juniorek   | 12,5 km       |
| 16 lutego | 10:30 | Sztafeta mieszana            | 4 x 7,5 km    |
| 16 lutego | 14:00 | Pojedyncza sztafeta mieszana | 6 km + 7,5 km |
| 18 lutego | 10:00 | Sprint juniorów              | 10 km         |
| 18 lutego | 13:30 | Sprint juniorek              | 7,5 km        |
| 19 lutego | 11:00 | Bieg pościgowy juniorów      | 12,5 km       |
| 19 lutego | 14:00 | Bieg pościgowy juniorek      | 10 km         |

## Klasyfikacja medalowa[1]
| Lp.                    | Reprezentacja          | Złoto | Srebro | Brąz | Razem |
| 1.                     | Włochy                 | 3     | 0      | 2    | 5     |
| 2.                     | Francja                | 2     | 3      | 2    | 7     |
| 3.                     | Austria                | 2     | 1      | 0    | 3     |
| 4.                     | Niemcy                 | 1     | 1      | 2    | 4     |
| 5.                     | Bułgaria               | 0     | 2      | 1    | 3     |
| 6.                     | Czechy                 | 0     | 1      | 0    | 1     |
| 7.                     | Polska                 | 0     | 0      | 1    | 1     |
| 7.                     | Ukraina                | 0     | 0      | 1    | 1     |
| Suma (8 reprezentacji) | Suma (8 reprezentacji) | 8     | 8      | 9    | 25    |

## Wyniki

### Mężczyźni

#### Bieg indywidualny 15 km[2]
| Pozycja | Zawodnik             | Reprezentacja | Pudła   | Wynik   |
| ------- | -------------------- | ------------- | ------- | ------- |
| złoto   | Hans Köllner         | Niemcy        | 0+0+0+0 | 40:57,6 |
| srebro  | Błagoj Todew         | Bułgaria      | 0+0+0+1 | 41:30,9 |
| brąz    | Fabio Piller Cottrer | Włochy        | 0+1+0+0 | 41:51,1 |

#### Sprint 10 km[3]
| Pozycja | Zawodnik       | Reprezentacja | Pudła | Wynik   |
| ------- | -------------- | ------------- | ----- | ------- |
| złoto   | Nicolò Betemps | Włochy        | 0+0   | 27:47,5 |
| srebro  | Petr Hák       | Czechy        | 0+1   | 28:20,2 |
| brąz    | Konrad Badacz  | Polska        | 0+0   | 28:30,0 |

#### Bieg pościgowy 12,5 km[4]
| Pozycja | Zawodnik          | Reprezentacja | Pudła   | Wynik   |
| ------- | ----------------- | ------------- | ------- | ------- |
| złoto   | Nicolò Betemps    | Włochy        | 1+0+1+1 | 33:42,4 |
| srebro  | Jacques Jefferies | Francja       | 0+1+1+0 | +49,4   |
| brąz    | Christoph Pircher | Włochy        | 1+1+0+0 | +1:00,1 |

### Kobiety

#### Bieg indywidualny 12,5 km[5]
| Pozycja | Zawodniczka     | Reprezentacja | Pudła   | Wynik   |
| ------- | --------------- | ------------- | ------- | ------- |
| złoto   | Lea Rothschopf  | Austria       | 1+0+0+0 | 41:36,3 |
| srebro  | Léonie Jeannier | Francja       | 1+1+0+0 | 41:53,3 |
| brąz    | Camille Coupé   | Francja       | 0+0+1+0 | 42:03,8 |

#### Sprint 7,5 km[6]
| Pozycja | Zawodniczka     | Reprezentacja | Pudła | Wynik   |
| ------- | --------------- | ------------- | ----- | ------- |
| złoto   | Lara Wagner     | Austria       | 0+0   | 24:10,3 |
| srebro  | Chloé Bened     | Francja       | 0+0   | 24:13,5 |
| brąz    | Łora Christowa  | Bułgaria      | 0+1   | 24:21,7 |
| brąz    | Anaëlle Bondoux | Francja       | 1+1   | 24:21,7 |

#### Bieg pościgowy 10 km[7]
| Pozycja | Zawodniczka      | Reprezentacja | Pudła   | Wynik   |
| ------- | ---------------- | ------------- | ------- | ------- |
| złoto   | Anaëlle Bondoux  | Francja       | 0+1+0+2 | 32:47,2 |
| srebro  | Łora Christowa   | Bułgaria      | 0+0+1+2 | +49,6   |
| brąz    | Marlene Fichtner | Niemcy        | 0+0+1+1 | +1:22,8 |

### Sztafeta mieszana 4 x 7,5 km[8]
| Pozycja | Zawodnicy                                                          | Reprezentacja | Pudła   | Wynik     |
| ------- | ------------------------------------------------------------------ | ------------- | ------- | --------- |
| złoto   | Nicolò Betemps Fabio Piller Cottrer Fabiana Carpella Sara Scattolo | Włochy        | 0+1 0+8 | 1:20:34,0 |
| srebro  | Hans Köllner Benjamin Menz Magdalena Rieger Johanna Puff           | Niemcy        | 0+2 0+9 | 1:20:44,3 |
| brąz    | Stepan Kinasz Witalij Mandzyn Ołeksandra Merkuszyna Daryna Czałyk  | Ukraina       | 0+2 0+6 | 1:21:10,8 |

### Pojedyncza sztafeta mieszana 6 km + 7,5 km[9]
| Pozycja | Zawodnicy                         | Reprezentacja | Pudła   | Wynik   |
| ------- | --------------------------------- | ------------- | ------- | ------- |
| złoto   | Jacques Jefferies Léonie Jeannier | Francja       | 0+1 0+5 | 37:37,3 |
| srebro  | Lukas Haslinger Lea Rothschopf    | Austria       | 0+0 0+4 | 37:52,5 |
| brąz    | Fabian Kaskel Marlene Fichtner    | Niemcy        | 0+5 0+3 | 37:52,9 |